# Hailey Baldwin
Hailey Rhode Baldwin Bieber(født Baldwin; 22. november 1996) er en amerikansk model og tv-personlighed.

## Privat
Den 7. juli 2018 blev Baldwin forlovet med den canadisk sanger og sangskriver Justin Bieber. Den 23. november 2018, bekræftede Bieber, at han er gift med Hailey Baldwin.